# Цукуба
Цуку́ба (яп. つくば市 Цукуба-си) — особый город Японии, расположенный на юге префектуры Ибараки. Площадь города составляет 284,07 км², население — 220 566 человек (1 августа 2014), плотность населения — 776,45 чел./км².
Известен как «Научный город» Японии. Здесь расположены НИИ промышленных технологий, сельского хозяйства, Японское агентство аэрокосмических исследований, KEK, Университет Цукубы, Государственный технологический институт Цукубы и много других государственных и частных научно-образовательных учреждений. В 1985 году в Цукубе проводилась Всемирная выставка Экспо-85.

## История
Гора Цукуба была местом паломничества, по крайней мере, с периода Хэйан. В период Эдо части территории, что позже стало городом Цукуба, управлялись младшей ветвью клана Хосокава в княжестве Ятабэ, одном из феодальных владений сёгуната Токугава. С созданием современной системы муниципалитетов после реставрации Мэйдзи 1 апреля 1889 года в районе Цукуба был основан город Ятабэ.
Начиная с 1960-х гг. территория города Ятабэ интенсивно застраивалась. Строительство центра города, Университета Цукуба и 46 государственных фундаментальных научно-исследовательских лабораторий началось в 1970-х гг. Наукоград Цукуба начал свою работу в 1980-х гг. Всемирная выставка Expo '85 проводилась в районе научного города Цукуба, который в то время всё ещё был административно разделён между несколькими небольшими городами и деревнями. Среди достопримечательностей этого мероприятия ― 85-метровое колесо обозрения «Технокосмос», которое в то время было самым высоким в мире.
30 ноября 1987 года город Ятабэ объединился с соседними городами Охо и Тоёсато и деревней Сакура, в результате чего образовался город Цукуба. Соседний посёлок Цукуба был присоединён к городу 1 января 1988 года, а 1 ноября 2002 года был присоединён город Кукидзаки.
К 2000 году 60 национальных исследовательских институтов города и два национальных университета были сгруппированы в пять зон-направлений: высшее образование и обучение, строительные исследования, физические и инженерные исследования, биологические и сельскохозяйственные исследования и общественные (общественные) объекты. Эти зоны окружены более чем 240 частными исследовательскими центрами. Среди наиболее известных институтов ― Университет Цукуба; Организация по исследованию ускорителей высоких энергий (KEK); Электротехническая лаборатория; Лаборатория машиностроения и Национальный институт материалов и химических исследований. Цукуба ― интернациональный город, в котором одновременно проживают около 7 500 иностранных студентов и исследователей из 133 стран.
За последние несколько десятилетий почти половина государственного бюджета Японии на исследования и разработки была направлена в Цукуба. Здесь совершены важные научные открытия. Исследования включают идентификацию и спецификацию молекулярной структуры сверхпроводящих материалов, разработку органических оптических плёнок, которые изменяют свою электрическую проводимость в ответ на изменение света, и создание вакуумных камер с экстремально низким давлением. Цукуба стал одним из ключевых в мире мест в Японии для сотрудничества правительства и промышленности в области фундаментальных исследований. Безопасность при землетрясениях, деградация окружающей среды, исследования дорог, ферментация, микробиология и генетика растений — вот некоторые из обширных тем исследований, которые связаны с тесным государственно-частным партнёрством. 
1 апреля 2007 года Цукуба был объявлен особым городом с повышенным уровнем автономии.
6 мая 2012 года на Цукубу обрушился торнадо, нанёсший серьезный ущерб многим зданиям и оставивший без электричества около 20 тыс. жителей. В результате шторма погиб 14-летний мальчик, 45 человек получили ранения. Японское метеорологическое агентство присвоило этому торнадо рейтинг F-3 по шкале Фудзиты, что сделало его самым мощным торнадо, когда-либо поражавшим Японию. В некоторых местах было повреждение соответствующее рейтингу F-4.

### Японское агентство аэрокосмических исследований
Из ЦУПа в Цукубе совместно с Космическим центром имени Линдона Джонсона управляли полётом первого японского грузового корабля HTV к МКС.

## Демография
По данным переписи населения численность жителей города начало резко расти с 1980 года.

## Климат
Цукуба находится в зоне влажного континентального климата, характеризующегося тёплым летом и прохладной зимой с небольшим выпадением снега. Среднегодовая температура в городе Цукуба составляет 13,8° C. Среднегодовое количество осадков составляет 1282 мм, причём сентябрь ― самый влажный месяц. Температура в среднем самая высокая в августе, около 25,9° C, и самая низкая в январе, около 2,6° C.
| Показатель                                                                       | Янв.  | Фев. | Март  | Апр.  | Май   | Июнь  | Июль  | Авг.  | Сен.  | Окт.  | Нояб. | Дек.  | Год    |
| -------------------------------------------------------------------------------- | ----- | ---- | ----- | ----- | ----- | ----- | ----- | ----- | ----- | ----- | ----- | ----- | ------ |
| Абсолютный максимум, °C                                                          | 22,2  | 24,5 | 26,6  | 28,8  | 34,1  | 35,6  | 37,3  | 37,8  | 36,9  | 32,7  | 25,8  | 24,4  | 37,8   |
| Средний максимум, °C                                                             | 9,0   | 9,7  | 12,8  | 18,3  | 22,0  | 24,6  | 28,3  | 30,2  | 26,2  | 20,9  | 15,9  | 11,4  | 19,1   |
| Средняя температура, °C                                                          | 2,7   | 3,7  | 7,1   | 12,5  | 16,9  | 20,2  | 23,9  | 25,5  | 21,9  | 16,0  | 10,0  | 5,0   | 13,8   |
| Средний минимум, °C                                                              | −3,2  | −2,2 | 1,2   | 6,6   | 11,8  | 16,3  | 16,3  | 21,8  | 18,1  | 11,3  | 4,6   | −0,9  | 8,8    |
| Абсолютный минимум, °C                                                           | −14,8 | −17  | −11,6 | −6,4  | −2,6  | 5,7   | 9,8   | 12,0  | 5,0   | −1,4  | −7,8  | −11,9 | −17    |
| Норма осадков, мм                                                                | 43,8  | 51,6 | 99,5  | 105,6 | 120,3 | 133,1 | 127,1 | 130,6 | 183,2 | 165,9 | 78,8  | 43,6  | 1282,9 |
| Источник: Japan Meteorological Agency (Averages：1981-2010、Peaks：1888-present) |       |      |       |       |       |       |       |       |       |       |       |       |        |